# WNYZ-LP
WNYZ-LP foi uma emissora de televisão estadunidense de baixa potência localizada na cidade de Nova York, no estado homônimo. Operava no canal 6 VHF analógico, e pertencia a Island Broadcasting. Apesar de ter sido uma emissora de televisão, retransmitia o sinal da WWRU (1660 kHz), emissora de linguagem coreana, em 87,75 MhZ (frequência do sinal de áudio do canal 6), e sua programação de imagem era composta por filmes mudos estrelando Charlie Chaplin e Buster Keaton. Seu transmissor estava localizado no topo do Citicorp Building em Long Island City. Foi a última emissora de televisão analógica a sair do ar na área metropolitana de Nova York.

## História

### W33BS (1998-2003)
A emissora entrou no ar pela primeira vez em 4 de outubro de 1998 com o prefixo W33BS, licenciada para Darien, em Connecticut, operando no canal 33 UHF. Pertencia a CT&T Broadcasting Inc., de propriedade da pastora Rev. Dr. Carrie L. Thomas. Em 5 de abril de 2001, a emissora foi re-licenciada para a cidade de Nova York. Em 10 de julho de 2003, a emissora foi vendida para a Island Broadcasting Company.

### WNYZ-LP (2003-2021)
A emissora teve o prefixo alterado para WNYZ-LP em 17 de novembro de 2003. O dial de Nova York não tinha frequências disponíveis desde 1985, e a Island Broadcasting optou por operar a WNYZ-LP como uma emissora de rádio, transmitindo em 87,75 MhZ por meio do canal de áudio. Em julho de 2005, a emissora passou a transmitir uma programação com músicas russas. Em dezembro de 2007, foi anunciado que  a emissora assumiria uma programação composta por dance music, e utilizar a nomenclatura Pulse 87, por meio de um acordo de arrendamento com a Mega Media Group, proprietária da marca. A nova programação entrou no ar em 11 de fevereiro de 2008.
Em novembro de 2008, a Island Broadcasting instalou um transmissor VHF digital Axcera DT325B, que permitiu à WNYZ-LP transmitir simultaneamente o canal 6 VHF digital com resolução SD 480i usando o canal virtual 1.1, junto com o transmissor de áudio analógico em 87,75 MHz. Isso permitiu que a emissora atendesse tanto seu público de rádio quanto de televisão. No início, a emissora transmitiu barras de cores, uma identificação e uma mensagem dizendo aos espectadores para ouvir a 87,7 FM. Em março de 2009, a emissora transmitiu The Jared Whitham Channel, uma programação apresentando Jared Whitham, um humorista/músico local. A emissora operou no sinal digital por pouco mais de um ano.
Em julho de 2009, a Mega Media passa a ter problemas financeiros, chegando a pedir doações para os ouvintes em troca de brindes. Em 30 de outubro, a  empresa encerrou o contrato com a Island Broadcasting, e a programação da Pulse 87 deixou de ser transmitida pela frequência da WNYZ-LP. A Pulse 87 foi relançada como uma web-rádio em fevereiro de 2010, após a compra de equipamentos da emissora em um leilão de falência da Mega Media.
Em 2 de novembro de 2009, a emissora passou a retransmitir a programação da WPTY (conhecida como Party 105), uma emissora de Calverton-Roanoke com o estilo Rhythmic Hot AC, por meio de uma parceria com a JVC Broadcasting. A parceria, porém, não vingou. Os ouvintes da antiga Pulse 87 não continuaram ouvindo a emissora após o início da nova programação, além da falta de alcance da WNYZ-LP em vários pontos de Nova York. Em 21 de janeiro de 2010, a programação da WPTY deixou de ser exibida, e a WNYZ-LP ficou sem transmitir por um dia, voltando na manhã seguinte, transmitindo dance music, e depois, Jazz blues. Esta programação ficou no ar até 27 de janeiro. No dia seguinte, a emissora passou a transmitir uma programação composta por indie music com o nome de Indie Darkroom.
Em janeiro de 2010, a emissora anunciou que a programação Indie Darkroom seria transferida para o horário noturno nos fins de semana. Nas demais horas dos sábados e domingos, a emissora passa a se identificar como CaribStar 87.7 FM (das 6 da manhã até a meia-noite), sendo uma programação destinada aos estimados 1,5 milhão de cidadãos caribenhos residentes em Nova York. Esta programação durou até março daquele ano. Em 31 de março de 2010, a emissora acrescentou programação em russo da Danu Radio, uma web-rádio. Esta programação russa era transmitida de segunda a quinta das 5 da manhã às 20 horas, e às sextas-feiras até as 3 da manhã.
Em 29 de junho de 2011, a FCC cancelou a licença da WNYZ-LP e excluiu seu indicativo de chamada; a emissora havia protocolado a prorrogação da permissão para operar em sinal digital, após o término da permissão original. De acordo com os regulamentos da FCC, uma extensão da autorização só pode ser solicitada se esta ainda for válida. O cancelamento foi desfeito, pois foi um erro por parte da FCC. O órgão pretendia apenas negar a extensão da permissão digital, não cancelar a licença da emissora para operar no sinal analógico, como haviam feito por engano. A licença da emissora foi renovada em 2015 por um período de 8 anos.
Em janeiro de 2015, a WNYZ-LP se afiliou à WWRU, uma emissora de linguagem coreana que opera em 1660 kHz em AM, passando a transmitir a programação completa da emissora.
De acordo com os regulamentos da FCC, as emissoras de televisão de baixa potência e repetidoras foram obrigadas a encerrar todas as transmissões analógicas até 13 de julho de 2021. A emissora não começou a operar em sinal digital, e na data determinada, às 23h14, encerrou sua programação em 87,7 FM e no canal 6 VHF, desligando permanentemente seus transmissores horas depois. A NY Radio Korea anunciou que continuaria transmitindo sua programação em outras emissoras de rádio, como a WVIP de New Rochelle (93.5 MHz) em seu subcanal HD4 via HD Radio, e também na repetidora da WVIP em Queens, W268BY (101.5 FM), além de outros subcanais digitais.